# کشش حداکثر است
«کشش حداکثر است» (به انگلیسی: The Tide Is High) آهنگی نوشته‌شده به وسیلهٔ جان هولت در سال ۱۹۶۷ و اجراشده به وسیلهٔ پرگانز به همراه جان هولت به عنوان خوانندهٔ اصلی است. گرچه به عنوان یک ای-ساید در جاماییکا از سوی شرکت آیل رکوردز عرضه شد، اما با بی-ساید تک‌آهنگ «فقط یک لبخند» برای عرضهٔ بریتانیایی در چند ماه بعد نسبت داده می‌شود.
این آهنگ شامل ویولن «وایت رام» ریموند است و در جاماییکا مشهور بود و در میان وست ایندی‌ها و اسکین‌هدها در بریتانیا هنگامی که نسخهٔ دی‌جی به وسیلهٔ یو-روی در ۱۹۷۱ عرضه شد به شهرت رسید. در سایر نقاط دنیا به این آهنگ توجهی نشد تا زمانی که در سال ۱۹۸۰ و ۲۰۰۲ مجدداً بازیابی شد.

## فهرست آهنگ‌ها
؛ تک‌آهنگ پرگانز
1. «Only a Smile»
2. ‎ «The Tide Is High»‎ — ۲:۵۳

؛ تک‌آهنگ بلاندی
1. ‎ «The Tide Is High» (7" Edit)‎ — ۳:۵۴
2. ‎ «Suzie & Jeffrey»‎ — ۴:۰۹

؛ تک‌آهنگ سی‌دی اتامیک کیتن
1. ‎ «The Tide Is High (Get the Feeling)» (Radio Mix)‎ — ۳:۲۸
2. ‎ «The Tide Is High (Get the Feeling)» (Groove Brothers 12inch Remix)‎ — ۵:۲۷
3. ‎ «The Tide Is High (Get the Feeling)» (Lasgo Remix)‎ — ۵:۴۰

## نسخه‌های تقلیدی

### بلاندی
«کشش حداکثر است» (به انگلیسی: The Tide Is High) در سال ۱۹۸۰ میلادی به وسیلهٔ گروه موسیقی موج نو آمریکایی بلاندی در سبک رگی/اسکا تقلید شد. این ترانه به عنوان یک تک‌آهنگ عرضه شد و چهارمین آهنگ پنجمین آلبوم بلاندی، آمریکایی خودکار، است. آرایش و ترتیب این ترانه با یک بخش شیپوری و زهی تقویت شده بود. این ترانه به رتبهٔ یک بیلبورد هات ۱۰۰ رسید و در بیرون از آمریکا نیز مشهور بود و به رتبهٔ پنج در جدول موسیقی تک‌آهنگ‌های بریتانیا، چهار در استرالیا، و پانزده در آلمان غربی سابق رسید. این ترانه آخرین تک‌آهنگ رتبهٔ یکی گروه تا زمان عرضهٔ ماریا در سال ۱۹۹۹ بود. بی-ساید «کشش حداکثر است»، «سوزی و جفری» بود که در نسخهٔ کاست اصلی ۱۹۸۰ آلبوم آمریکایی خودکار (طرف ۱، آهنگ ۷) به عنوان یک ترانهٔ اضافی وجود دارد. هم‌چنین در چاپ مجدد آمریکایی خودکار در سال ۲۰۰۱ از سوی ای‌ام‌آی-کپیتل قرار گرفته بود.
بازترکیب‌های رسمی نسخهٔ بلاندی دو بار منتشر شده‌اند. بار اول به وسیلهٔ کولدکات در ۱۹۸۸ در مجموعهٔ تلفیقی بلاندی/دبی هری، یک بار دیگر به سوی زدودن، و مرتبهٔ دوم در ۱۹۹۵ به وسیلهٔ پیت آردن و وینی ورو در آلبوم بازترکیب‌شده بازسازی‌شده عوض‌شده - پروژهٔ بازترکیب (نسخهٔ بریتانیایی: زیبا - آلبوم بازترکیبی).
در نوامبر ۱۹۸۰، این ترانه در میان ایستگاه‌های رادیویی ایالت آلاباما در انتظار یک بازی فوتبال میان دانشگاه آلاباما، که نام مستعار آن Crimson Tide است و تیم فوتبال دانشگاه نوتره دیم، پخش شد. دبی هری مصاحبه‌ای را با یک ایستگاه رادیویی بیرمنگهام انجام داد و آرزو کرد که تیم فوتبال بخت خوبی در مسابقه داشته باشد. نوتره دیم بازی را در بیرمنگهام با نتیجهٔ ۷ بر ۰ به سود خود به پایان برد.
در ۱۹۸۵، بخش‌هایی از این آهنگ گرفته و به عنوان نمونه برای ترانهٔ «کریسمس رگی» اثر برایان آدامز استفاده شدند.

## بیلی پایپر
در سال ۲۰۰، بیلی پایپر، یک خوانندهٔ بازیگرشده، «کشش حداکثر است» را برای دومین آلبوم استودیوییاش، پیاده‌روی زندگی، تقلید کرد. قرار بود که این ترانه بعد از تک‌آهنگ او، «پیاده‌روی زندگی»، پخش شود. با این وجود، چون «پیاده‌روی زندگی» به دلیل تبلیغات ضعیف به رتبهٔ ۲۵ رسید، بیلی پایپر به اینسنت رکوردز، ناشر وی، گفت که با عرضهٔ «کشش حداکثر است»، خود را زحمت ندهند چرا که از خوانندگی خسته شده بود و نمی‌خواست که باز هم بخواند.

### اتامیک کیتن
«کشش حداکثر است»، مجدداً به وسیلهٔ اتامیک کیتن تقلید شد و باز هم در سپتامبر ۲۰۰۲ به رتبهٔ یک در بریتانیا رسید. این بار، آهنگ با نواخت‌های کیبوردی بازسازی شده‌بود تا جهت‌گیری پاپ آن بیشتر شود. آهنگ کامل در طی آغاز اسامی دست‌اندردرکاران فیلم لیزی مگ‌وایر پخش شد، و نیز برای یک تبلیغ تلویزیونی برای شرکت آبجو ژاپنی، آساهی برواریز، استفاده شد.

### سایر نسخه‌های تقلیدی
- در ۱۹۸۰، تاپ آو ده پاپرز از این آهنگ تقلید کرد.
- در ۱۹۹۵، سینیته از این آهنگ تقلید کرد.
- در ۱۹۹۶، پاپا دی از این آهنگ تقلید کرد.
- در ۱۹۹۶، یک نسخهٔ اسپانیایی، La numero uno، به وسیلهٔ نیدیا راجس از این آهنگ تقلید شد.
- در ۱۹۹۷، آنجلینا از این آهنگ تقلید کرد.[۱]
- در ۲۰۰۱، سید از این آهنگ تقلید کرد.

این آهنگ به وسیلهٔ سلکتور تقلید شد.

## جدول موسیقی
| کشور             | تاریخ            | حد رتبه     | گواهی‌نامه   |
| نسخهٔ بلاندی      | نسخهٔ بلاندی      | نسخهٔ بلاندی | نسخهٔ بلاندی |
| ---------------- | ---------------- | ----------- | ----------- |
| ایالات متحده     | ژانویهٔ ۱۹۸۱      | ۱           | طلا         |
| بریتانیا         | نوامبر ۱۹۸۰      | ۱           | پلاتین      |
| زلاند نو         | ژانویهٔ ۱۹۸۱      | ۱           | طلا         |
| جمهوری ایرلند    | ۹ نوامبر، ۱۹۸۰   | ۲           |             |
| هلند             | ۲۹ نوامبر، ۱۹۸۰  | ۴           |             |
| اتریش            | ۱۵ ژانویه، ۱۹۸۱  | ۶           |             |
| نروژ             | دسامبر ۱۹۸۰      | ۷           |             |
| سوئد             | ۲۶ دسامبر، ۱۹۸۰  | ۱۹          |             |
| نسخهٔ پاپا دی     |                  |             |             |
| فنلاند           | اکتبر ۱۹۹۶       | ۲۰          |             |
| سوئد             | ۲۳ اوت، ۱۹۹۶     | ۴۴          |             |
| نسخهٔ اتامیک کیتن |                  |             |             |
| بریتانیا         | سپتامبر ۲۰۰۲     | ۱           | طلا         |
| جمهوری ایرلند    | ۳۱ اوت، ۲۰۰۲     | ۱           |             |
| زلاند نو         | ۲۰ اکتبر، ۲۰۰۲   | ۱           |             |
| اتریش            | ۱۳ اکتبر، ۲۰۰۲   | ۱           |             |
| هلند             | سپتامبر ۲۰۰۲     | ۱           |             |
| آلمان            | ۱۲ اکتبر، ۲۰۰۲   | ۱           |             |
| استرالیا         | ۲۰ اکتبر، ۲۰۰۲   | ۱           | پلاتین      |
| سوئد             | ۲۱ نوامبر، ۲۰۰۲  | ۱           |             |
| بلژیک            | ۲۸ سپتامبر، ۲۰۰۲ | ۱           |             |
| نروژ             | اکتبر ۲۰۰۲       | ۲           |             |
| دانمارک          | ۱۴ سپتامبر، ۲۰۰۲ | ۲           |             |
| پرتغال           | ۳۰ اکتبر، ۲۰۰۲   | ۶           |             |
| فرانسه           | ۸ مارس، ۲۰۰۳     | ۴۲          |             |